# Ballana vesca
Ballana vesca är en insektsart som beskrevs av Ball 1910. Ballana vesca ingår i släktet Ballana och familjen dvärgstritar. Inga underarter finns listade i Catalogue of Life.